# Scherocumella nasuta
Scherocumella nasuta är en kräftdjursart som först beskrevs av John Todd Zimmer 1914.  Scherocumella nasuta ingår i släktet Scherocumella och familjen Nannastacidae. Inga underarter finns listade i Catalogue of Life.